# Dyschiriodes chalybaeus chalybaeus
Dyschiriodes chalybaeus chalybaeus é uma subespécie de insetos coleópteros pertencente à família Carabidae.
A autoridade científica da subespécie é Putzeys, tendo sido descrita no ano de 1846.
Trata-se de uma subespécie presente no território português.